# Pilar Pequeño
Pilar Pequeño, née à Madrid en 1944, est une photographe espagnole, spécialiste de la photographie de la nature, notamment en noir et blanc.

## Biographie
Après quelques années dédiées au dessin, elle consacre sa vie à la photographie, avec la nature comme thème de prédilection.
Elle est remarquée avec une première série intitulée « Paisajes » (« Paysages »). Son style, très personnel et basé sur une nature représentée en noir et blanc, est immédiatement identifiable.
En 1965, elle intègre la Société royale de photographie.
Elle ne commence à véritablement utiliser la couleur qu'en 2010, avec toujours dans ses œuvres les paysages, les serres et les plantes, et par extension, l'eau, la lumière, la vie et la mort.
Son œuvre est exposée dans de nombreuses galeries privées et institutions publiques, dont le Musée national centre d'art Reina Sofía de Madrid et l'Institut valencien d'art moderne de Valence.
En 2022, la Société royale de photographie présente l'exposition Pilar Pequeño. Los orígenes.

## Récompenses
- 2019 : Prix Bartolomé Ros du meilleur parcours professionnel espagnol en photographie[9];

- 2011 : Médaille d'or du mérite des beaux-arts du gouvernement espagnol.